# Reuterholm (äldre ätt)
Reuterholm är en utslocknad svensk adelsätt med samma namn som en mera känd men senare adlad ätt.
Den adlade, bondsonen Per Börjesson, född 1650, blev 1675 kvartermästare vid Västgöta kavalleriregemente, deltog i slagen vid Halmstad, Lund och Landskrorna 1676, och blev regementskvartermästare 1677. Han adlades 1691 med namnet Reuterholm och introducerades på Riddarhuset på nummer 1218. Han avled 1713. Hans son Anders Reuterholm, född 1679, blev kvartermästare vid Västgöta kavalleriregemente 1699 och dog ogift 1701. Ätten utslocknade således med den först adlade.